# Friday Afternoons
Friday Afternoons, Op. 7, ist eine Sammlung von 12 Kinderliedern von Benjamin Britten. Er komponierte sie zwischen 1933 und 1935.

## Komposition und Texte
Die Lieder sind für einen Knabenchor mit Klavierbegleitung konzipiert. Fast alle sind in unisono gehalten, nur das letzte Lied, Old Abram Brown, ist ein vierstimmiger Kanon.
Viele der Lieder stammen aus der kurz zuvor von Walter de la Mare veröffentlichten Gedichtsammlung Tom Tiddler’s Ground.
Die Lieder decken eine Breite von Stimmungen ab: das Lied Old Abram Brown setzt sich mit dem Tod auseinander; dagegen ist das Lied A Tragic Story mit einem Text von William Makepeace Thackeray eine englische Nachdichtung des humorvollen Gedichts Tragische Geschichte von Adelbert von Chamisso. Viele sind traditionelle englische Kindergedichte, die vom Leben in der Natur oder von Tieren handeln. So basiert zum Beispiel Cuckoo! auf dem Kinderreim Cuckoo, cuckoo, what do you do? der Dichterin Jane Taylor.

## Entstehungsgeschichte
1933, kurz nach dem Abschluss seiner Ausbildung am Royal College of Music, begann der damals 19-jährige Britten, eine Reihe von Kindergedichten zu vertonen. Im Mai 1934 verbrachte er einige Zeit bei seinem älteren Bruder Robert H. M. Britten, der zu dieser Zeit Schulleiter der Clive House School in Prestatyn war. Dort gab Benjamin Britten Sport- und Musikunterricht, was ihn dazu inspirierte, seine Arbeit an den Kinderliedern wieder aufzunehmen, die er schließlich 1935 beendete.
Das Werk ist Robert H. M. Britten und den Schülern der Clive House School gewidmet. Der Titel „Friday Afternoons“ bezieht sich auf die Zeit, in der an der Schule üblicherweise die Gesangsstunden stattfanden.

## Lieder
1. Begone, Dull Care (Text: anonym, 17. Jahrhundert)
2. A Tragic Story (Text: William Makepeace Thackeray)
3. Cuckoo! (Text: Jane Taylor)
4. Ee-Oh! (Text: anonym)
5. A New Year Carol (Text: trad.)
6. I mun be married on Sunday (Text: Nicholas Udall)
7. There was a man of Newington (Text: anonym)
8. Fishing Song (Text: Izaak Walton)
9. The Useful Plough (Text: anonym)
10. Jazz-Man (Text: Eleanor Farjeon)
11. There was a Monkey (Text: anonym)
12. Old Abram Brown (Text: anonym)

## Nachleben
Zwei der Lieder, Cuckoo! und Old Abram Brown, sind – neben weiteren Kompositionen Brittens – Teil des Soundtracks des 2012 veröffentlichten Kinofilms Moonrise Kingdom; Old Abram Brown wurde außerdem für den Soundtrack des französischen Fernsehfilms Gestrandet verwendet.
Zu Brittens 100. Geburtstag am 22. November 2013 rief die Organisation Aldeburgh Music das „Friday Afternoons project“ ins Leben. An diesem Tag wurde das Werk weltweit von über 100.000 Kindern aufgeführt. Dazu wurden vielfältige Materialien im Internet zur Verfügung gestellt, darunter Texte, Noten und Arrangements, einschließlich der Liedtexte in Brailleschrift und Gebärdensprache, um sie so möglichst vielen Kindern zugänglich zu machen.